# Ледянка (Росія)
Ледя́нка (рос. Ледянка) — селище у складі Ревдинського міського округу Свердловської області.
Населення — 212 осіб (2010, 176 у 2002).
Національний склад станом на 2002 рік: росіяни — 58 %.
Стара назва — Лебедянка.